# Czarna wołga

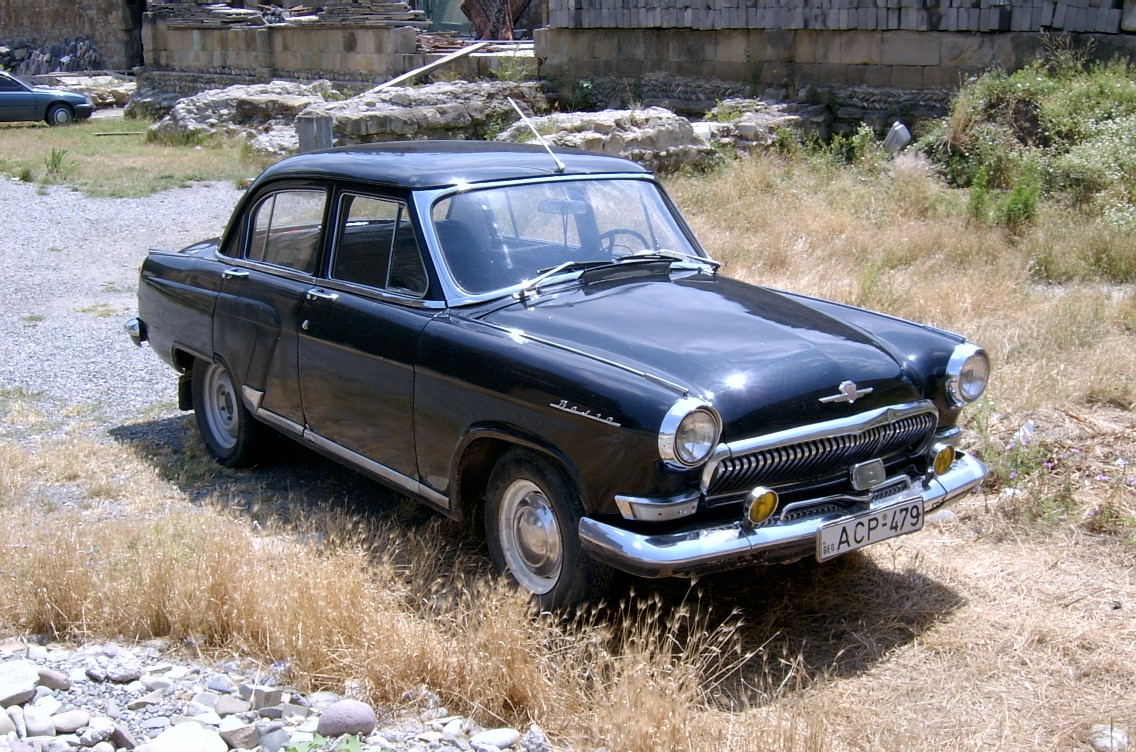
GAZ-21 Wołga

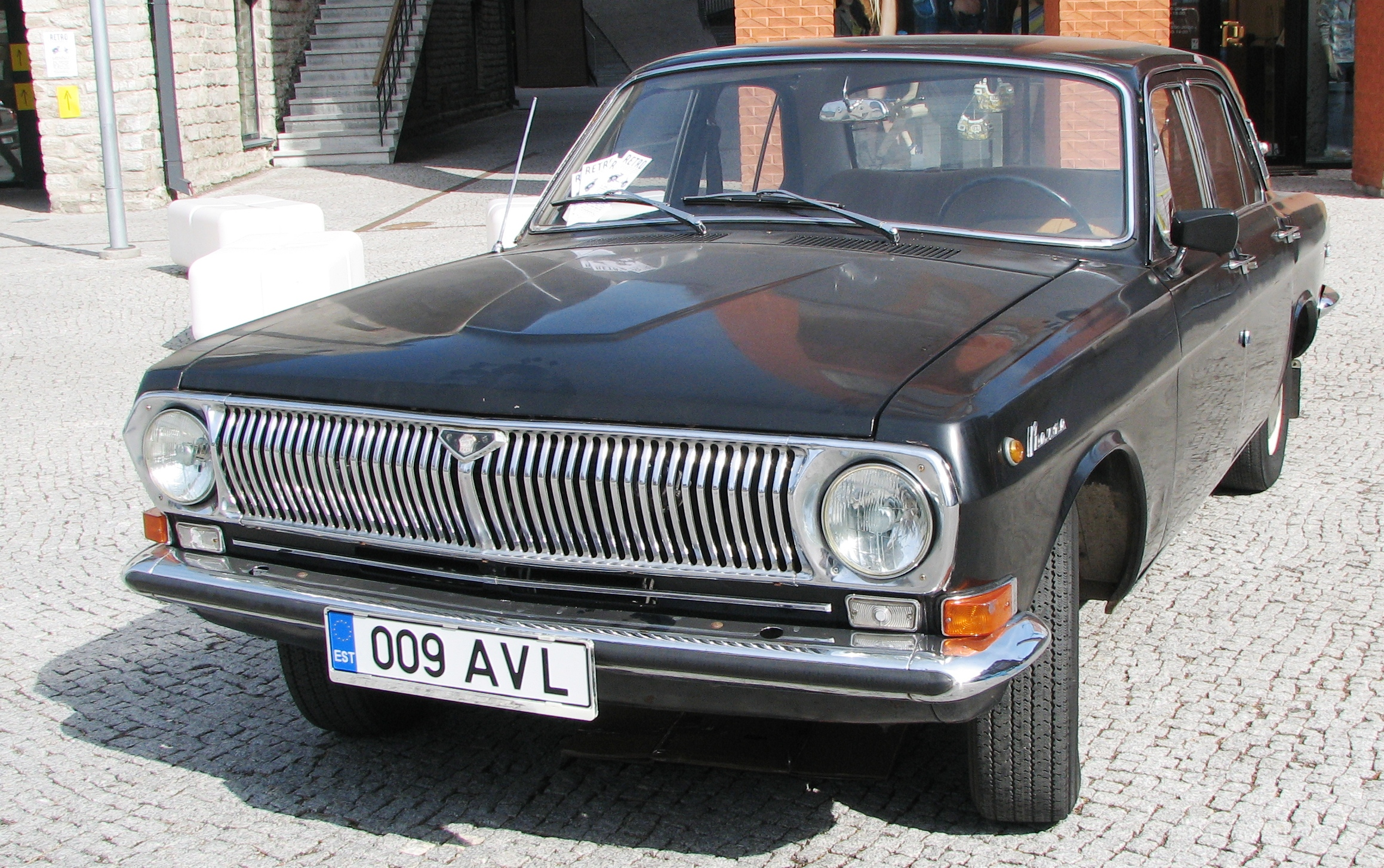
GAZ-24 Wołga

Czarna Wołga – miejska legenda rozpowszechniona w Polsce, głównie w latach 60. i 70. XX wieku, mówiąca o kursującej po mieście czarnej limuzynie marki Wołga, którą rzekomo porywano dzieci.
Według niektórych wersji czarna Wołga miała białe firanki w oknach, inne wspominały o białych oponach lub o braku tablic rejestracyjnych. Mieli nią jeździć księża lub zakonnice, Żydzi, agenci SB, komuniści z NRD lub rosyjska mafia, ewentualnie wampiry lub sataniści. Samochód miał krążyć po drogach po zmroku, a jego kierowca porywać dzieci i spuszczać im krew jako lekarstwo dla bogatych Niemców umierających na białaczkę.
Historia z czarną Wołgą powróciła w zmienionej wersji na przełomie XX i XXI wieku. W tym wariancie opowieści tajemniczy osobnik miał podróżować czarnym BMW (czasem z rogami zamiast bocznych lusterek lub z rejestracją składającą się z trzech szóstek). Samochodem mieli też jeździć handlarze narkotyków lub sam szatan. Plotki o jeżdżącym czarnym BMW i szatanie, który pytał napotkane osoby o godzinę, po czym je zabijał, wywołały atak paniki w Ostrowie Wielkopolskim. W Siedlcach zaś mówiono o osobie, która rzekomo – jeżdżąc czarnym BMW – zabijała tylko dziewczyny, a w Toruniu o uchodźcy, który miał wyciągnąć i porwać dziecko z wózka.
Legenda była także popularna w Związku Radzieckim, gdzie odróżniano wołgi porywaczy od zwyczajnych po tablicach rejestracyjnych. Tablice rejestracyjne tych pierwszych miały zawierać litery SSD (ros. ССД), co uważano za skrót od „śmierć radzieckim dzieciom” (ros. смерть советским детям).